# Siegbert Neufeld
Siegbert Jizchak Neufeld (geboren 15. Juni 1891 in Berlin; gestorben 23. November 1971 in Ramat Chen, Israel) war ein deutsch-israelischer Rabbiner und Historiker. 

## Leben
Siegbert Jizchak Neufeld war ein Sohn des Inspektors Meyer Max Neufeld und der Paula  Cohn. Zu seinen Vorfahren zählte er Chacham Zwi (1658–1718). Neufeld besuchte die jüdische Volksschule und das Sophiengymnasium und studierte ab 1909 bis 1914 an der Hochschule für die Wissenschaft des Judentums (HWJ) und machte 1914 das Rabbinerexamen. Er studierte Geschichte in Berlin und Straßburg und wurde 1914/15 in Freiburg im Breisgau promoviert. 
Neufeld arbeitete von 1915 bis 1920 als Rabbiner in Briesen, Westpreußen, das 1920 polnisch wurde. Er heiratete dort Margarethe Harris. 1917/18 wurde er als Feldrabbiner an die Ostfront eingezogen. Ab 1920 arbeitete er als Rabbiner in Insterburg, Ostpreußen, ab 1925 als Bezirksrabbiner und als Religionslehrer bei der Israelitischen Kultusgemeinde (IKG) in Elbing, Westpreußen. Er wurde Vorsitzender des „Verbandes der Vereine für jüdische Geschichte und Literatur in Ostpreußen“ in Elbing, Vorsitzender des Nordostdeutschen Rabbinerverbandes (um 1930), Mitglied und Präsident der Loge Menora des B’nai B’rith in Elbing. 
Nach den deutschen Novemberpogromen 1938 emigrierte Neufeld 1939 nach Palästina, wo er bis 1971 als freischaffender Historiker tätig war, an Nachschlagewerken mitarbeitete und Vorstandsmitglied der Gesellschaft für jüdische Geschichtsforschung wurde. 
Nach Kriegsende arbeitete er zeitweise auch in Deutschland. Neufeld war von 1951 bis 1953 Landesrabbiner von Württemberg-Hohenzollern in Stuttgart und 1952 Mitgründer der Rabbinerkonferenz für die Bundesrepublik Deutschland. Danach kam er wiederholt als Gastrabbiner nach Deutschland und war 1958 bis 1960 Gastdozent für jüdische Geschichte des Mittelalters an den Universitäten in Frankfurt am Main und in Tübingen.  

## Schriften (Auswahl)
- Die Halleschen Juden im Mittelalter, Diss. Straßburg 1914
- Die Juden im thüringischsächsischen Gebiet während des Mittelalters. Halle a. d. S. : Gebauer-Schwetschke, 1927
- Geschichte der jüdischen Gemeinde Elbing. Regensburg : CH-Verlag, 1992